# Ocupación australiana de Nauru
En septiembre de 1914, se inición la ocupación australiana de Nauru, entonces parte de la Nueva Guinea Alemana, tras el inicio de la Primera Guerra Mundial. Esto era parte de un plan más amplio de Japón, el Reino Unido, Australia y Nueva Zelanda para interceptar el Escuadrón de Asia Oriental de Alemania antes de que pudieran regresar a Alemania. La isla siguió ocupada por Australia hasta el final de la guerra.

## Trasfondo
Después de la Guerra Civil de Nauru, en 1888 Nauru fue anexada a la colonia alemana de Papúa Nueva Guinea. Tras el estallido de la Primera Guerra Mundial, Japón, el Reino Unido, Australia y Nueva Zelanda ocuparon las colonias alemanas del territorio arrendado de la bahía de Kiau Chau, Samoa alemana y Nueva Guinea alemana.

## Desembarco australiano
Tras la ocupación de Samoa alemana, el HMAS Melbourne abandonó la Samoa y partió hacia Nauru, adonde llegó el 9 de septiembre de 1914, organizando un equipo de desembarco que partió del buque. La ocupación australiana provocó la destrucción de la estación inalámbrica de la isla y la captura del gobernador colonial alemán de la misma. La isla quedó formalmente ocupada el 6 de noviembre y continuó ocupada por Australia hasta el final de la guerra.

## Consecuencias
Después de la guerra, Nauru se convirtió en mandato conjunto de Australia, Reino Unido y Nueva Zelanda, según lo decidido por la Sociedad de Naciones. Al rey británico le fue conferido el mandato del territorio, pero al ser Australia y Nueva Zelanda dominios británicos por entonces, desde 1901 y 1907 respectivamente, se convirtieron en co-fideicomisarios de la isla, aunque de facto el mandato fue australiano. El mandato fue del tipo C, territorios o colonias que debido a su densidad poblacional o lejanía de centros civilizados o por su continuidad geografía o por otras circunstancias deben ser administradas como parte integrante de la metrópoli colonial. Australia organizó el territorio centrándose en la explotación minera de fostatos, llegando a exportar 200 000 t de fostato al año a comienzos de la década de 1920, cifra que se cuadrupicló dos décadas más tarde. El ordenamiento jurídico alemán estuvo vigente hasta el 23 de septiembre de 1922, hasta la implantación de las leyes de la Confederación Australiana, del Estado de Queensland y de Nueva Guinea Británica.
La independencia de Nauru aconteció en 1968; previamente a ello durante la Segunda Guerra Mundial se produjo la ocupación japonesa de la isla (1942-1945).